# Osa (film)
Pour les articles homonymes, voir OSA.
Pour plus de détails, voir Fiche technique et Distribution.
Osa est un film américain réalisé par Oleg Egorov et sorti en 1986.

## Synopsis
Dans un futur où la plupart des eaux sont contaminées et où l'eau potable est rare, la jeune Osa vit avec sa famille dans une oasis du désert de l'Arizona. L'entreprise de M. Hammond contrôle le commerce de l'eau. Le service de sécurité de ce dernier, dirigé par M. Big, sème la terreur dans la région. Un jour, ils attaquent l'oasis, tuent toutes les personnes qui y vivent et capturent le frère d'Osa. Seule Osa parvient à s'échapper ; elle est recueillie par un arbalétrier du nom de Trooper et formée pour devenir combattante. Lorsqu'Osa devient adulte, Trooper est tué par le commandement de M. Big et ils prennent le contrôle de l'entreprise Hammond. Osa se venge des hommes de M. Big en les tuant les uns après les autres avec un allié. Avant qu'elle ne puisse tuer M. Big, le shérif et ses hommes interviennent. Ils les font s'affronter dans un concours mortel, au terme duquel M. Big est abattu par Osa.

## Fiche technique
- Titre original : Osa
- Réalisation : Oleg Egorov
- Scénario : Oleg Egorov
- Musique :  Mason Daring
- Costumes : Cynthia Flynt
- Photographie : John Drake
- Montage : Suzanne Fenn
- Production : Constantin Alexandrov
- Sociétés de distribution : Cannon Film Distributors (États-Unis), Triomphe Distribution (France)
- Pays de production :  États-Unis
- Langue originale : anglais
- Format : couleur — 35 mm — son stéréo
- Genre : science-fiction post-apocalyptique
- Durée : 92 min.
- Dates de sortie :
  - États-Unis : ? (sortie nationale) ; 31 décembre 1986 (sortie vidéo)
  - France : 15 juillet 1987

## Distribution
- Kelly Lynch : Osa
- Bill Moseley : Quilt Face
- Étienne Chicot : Allan
- Daniel Grimm : Mr. Big
- Philippe Vincent : Speedway

## Production
Le film surfe sur le succès de Mad Max : Au-delà du dôme du tonnerre sorti l'année précédente.